# Saber Interactive
Saber Interactive — международная компания по разработке и изданию компьютерных игр с основным офисом в Форт-Лодердейле, Флорида (США). Офисы разработки территориально находятся в России, Армении, Испании, Беларуси, Швеции и Португалии. Студия специализируется на производстве компьютерных игр. Деятельность компании включает разработку игр для консолей и PC, а также производство игровых проектов для казино. Компания, основанная в 2001 году Андреем Ионесом, Мэттью Карчем и Антоном Крупкиным, в настоящее время находится под контролем инвестиционной фирмы Карча Beacon Interactive, созданной в 2024 году.

## История
Студия основана в 2001 году американским юристом Мэттью Карчем, программистом Антоном Крупкиным и Андреем Ионесом. Первой игрой компании стала игра под названием Will Rock, изданная компанией Ubisoft в 2003 году. За ней последовали мультиплатформенные TimeShift (2007) и Battle: Los Angeles (2011).
Значимым событием для компании стала работа над играми серии Halo: в 2011 году к десятилетнему юбилею серии вышла Halo: Combat Evolved Anniversary (совместный порт 343 Industries и Certain Affinity). За ним последовали порт Halo: The Master Chief Collection (2014) и условно-бесплатный шутер Halo Online (2015).
В октябре 2019 года Saber Interactive приобрела португальского разработчика Bigmoon Entertainment, позже переименованного в Saber Porto.
В феврале 2020 года Saber Interactive была приобретена Embracer Group за 525 млн долларов США, состоящие из авансового платежа в размере 150 млн долларов и 375 млн долларов в течение последующих трех лет, исходя из результатов деятельности компании. Холдинг Embracer Group включает в себя такие игровые издательства, как: THQ Nordic, Deep Silver, Coffee Stain и др.
В августе 2020 года при участии Embracer Group к её дочерней компании Saber Interactive присоединились украинская студия 4A Games и американская New World Interactive.
В июне 2021 года Warhorse Studios объявила, что Saber Interactive будет разрабатывать порт Kingdom Come: Deliverance для Nintendo Switch.
В марте 2024 года компания была отделена от Embracer Group и продана вместе с большинством её студий компании Beacon Interactive, которой владеет Мэттью Карч, за 247 миллионов долларов. Embracer также прекратила все операции на территории России в связи с продажей Saber. В рамках сделки, за Saber сохранилась возможность дальнейшего выкупа студий 4A Games и Zen Studios, однако 13 сентября 2024 года было официально объявлено, что компания отказалась от их покупки.

## Дочерние студии
- Saber Interactive St. Petersburg в Санкт-Петербурге (Россия), основана в 2001 году.
- Saber Armenia Erevan в Ереване (Армения), основана в 2022 году.
- Saber Interactive Madrid в Мадриде (Испания), основана в 2017 году.
- Saber Interactive Minsk в Минске (Беларусь), основана в 2018 году.
- Saber Interactive Sundsvall в Сундсвалль (Швеция), основана в 2019 году.
- Saber Interactive Porto в Порту (Португалия), основана в 2008 году, приобретена в 2019 году[13].
- New World Interactive в Колорадо (США) и Калгари (Канада), основана в 2010 году, приобретена в 2020 году[14].
- Mad Head Games в Белграде (Сербия), основана в 2011 году, приобретена в 2020 году.
- Nimble Giant Entertainment в Буэнос-Айрес (Аргентина), основана в 2002 году, приобретена в 2020 году.
- 3D Realms в Ольборге (Дания), основана в 1987 году, приобретена в 2021 году[15].
- Slipgate Ironworks в Ольборге (Дания), основана в 2010 году, приобретена в 2021 году[15].
- SmartPhone Labs в Великом Новгороде (Россия), основана в 2002 году, приобретена в 2021 году[16].
- Fractured Byte в Киеве (Украина) и Таллинне (Эстония), основана в 2018 году, приобретена в 2021 году[17].
- Bytex в Саранске (Россия), основана в 2004 году, приобретена в 2021 году[18].
- DIGIC Pictures в Будапеште (Венгрия), основана в 2001 году, приобретена в декабре 2021-го[19].
- Saber interective Poland в Варшаве (Польша), основана в 2022 году. [20]

### Бывшие дочерние студии
- 4A Games в Киеве (Украина) и Слиме (Мальта), основана в 2006 году, приобретена в 2020 году[21], отделена в 2024-м[22].
- 34BigThings в Турине (Италия), основана в 2013 году, приобретена в 2020 году, отделена в 2024-м[22].
- Snapshot Games в Софии (Болгария), основана в 2013 году, приобретена в 2020 году, отделена в 2024-м[22].
- Zen Studios в Будапеште (Венгрия), основана в 2003 году, приобретена в 2020 году, отделена в 2024-м[22].
- Aspyr Media в Остине, Техас (США), основана в 1996 году, приобретена в 2021 году, отделена в 2024-м[22].
- Demiurge Studios в Кембридже, Массачусетс (США), основана в 2002 году, приобретена в 2021 году[23], отделена в 2024-м[22].
- Shiver Entertainment в Майами (США), основана в 2013 году, приобретена в декабре 2021-го[24], отделена в 2024-м[22].
- Tripwire Interactive в Розуэлле (США), основана в 2005 году, приобретена в августе 2022-го[25], отделена в 2024-м[22].
- Tuxedo Labs в Мальмё (Швеция), основана в 2019 году, приобретена в августе 2022-го[26], отделена в 2024-м[22].

## Игры Saber Interactive

### Разработанные
| Год  | Название                                | Платформы                                                                              | Жанр                                 | Издатель                               |
| ---- | --------------------------------------- | -------------------------------------------------------------------------------------- | ------------------------------------ | -------------------------------------- |
| 2003 | Will Rock                               | PC (Windows)                                                                           | Шутер от первого лица                | Ubisoft                                |
| 2007 | TimeShift                               | ПК (Windows), PlayStation 3, Xbox 360                                                  | Шутер от первого лица                | Sierra Entertainment                   |
| 2011 | Battle: Los Angeles                     | ПК (Windows), PlayStation 3, Xbox 360                                                  | Шутер от первого лица                | Konami                                 |
| 2011 | Halo: Combat Evolved Anniversary        | Xbox 360                                                                               | Шутер от первого лица                | Microsoft Studios                      |
| 2012 | Inversion                               | ПК (Windows), PlayStation 3, Xbox 360                                                  | Шутер от третьего лица               | Bandai Namco Entertainment             |
| 2013 | God Mode                                | ПК (Windows), PlayStation 3, Xbox 360                                                  | Шутер от третьего лица               | Atlus                                  |
| 2013 | R.I.P.D. The Game                       | ПК (Windows), PlayStation 3, Xbox 360                                                  | Шутер от третьего лица               | Atlus                                  |
| 2016 | FIE Swordsplay                          | iOS, Android                                                                           | Симулятор фехтования                 | FIE                                    |
| 2017 | MX Nitro                                | ПК (Windows), Xbox One                                                                 | Спортивный симулятор                 | Miniclip                               |
| 2017 | NBA Playgrounds                         | ПК (Windows), PlayStation 4, Xbox One                                                  | Спортивный симулятор                 | Mad Dog Games                          |
| 2017 | Spintires: MudRunner                    | ПК (Windows), PlayStation 4, Xbox One                                                  | Симулятор бездорожья                 | Focus Home Interactive                 |
| 2018 | NBA 2K Playgrounds 2                    | ПК (Windows), PlayStation 4, Xbox One, Nintendo Switch                                 | Спортивный симулятор                 | 2K                                     |
| 2019 | World War Z                             | ПК (Windows), PlayStation 4, Xbox One, Nintendo Switch                                 | Шутер от третьего лица               | Mad Dog Games                          |
| 2019 | Ghostbusters: The Video Game Remastered | ПК (Windows), PlayStation 4, Xbox One, Nintendo Switch                                 | Шутер от третьего лица               | Mad Dog Games                          |
| 2020 | SnowRunner                              | ПК (Windows), PlayStation 4, Xbox One, Nintendo Switch                                 | Симулятор бездорожья                 | Focus Entertainment                    |
| 2020 | MudRunner Mobile                        | iOS, Android                                                                           | Симулятор бездорожья                 | Focus Entertainment                    |
| 2021 | WWE 2K Battlegrounds                    | ПК (Windows), PlayStation 4, Xbox One, Nintendo Switch                                 | Аркада                               | 2K                                     |
| 2021 | World War Z: Aftermath                  | ПК (Windows), PlayStation 4, Xbox One                                                  | Шутер от третьего лица               | Focus Entertainment, Saber Interactive |
| 2022 | Evil Dead: The Game                     | ПК (Windows), Nintendo Switch, PlayStation 4, PlayStation 5, Xbox One, Xbox Series X/S | Шутер от третьего лица               | Boss Team Games                        |
| 2024 | Expeditions: A MudRunner Game           | ПК (Windows), Nintendo Switch, PlayStation 4, PlayStation 5, Xbox One, Xbox Series X/S | Симулятор бездорожья                 | Focus Entertainment                    |
| 2024 | Warhammer 40,000: Space Marine 2        | ПК (Windows), PlayStation 5, Xbox Series X/S                                           | Шутер от третьего лица               | Focus Entertainment                    |
| 2025 | John Carpenter’s Toxic Commando         | ПК (Windows), PlayStation 5, Xbox Series X/S                                           | Шутер от первого лица                | Focus Entertainment                    |
| 2025 | RoadCraft                               | ПК (Windows), PlayStation 5, Xbox Series X/S                                           | Симулятор строительства и управления | Focus Entertainment                    |
| TBA  | Jurassic Park: Survival                 | ПК (Windows), PlayStation 5, Xbox Series X/S                                           | Приключенческий экшен                | Saber Interactive                      |
| TBA  | Turok: Origins                          | ПК (Windows), PlayStation 5, Xbox Series X/S                                           | Шутер от третьего лица               | Saber Interactive                      |
| TBA  | Clive Barker's Hellraiser: Revival      | ПК (Windows), PlayStation 5, Xbox Series X/S                                           | Survival horror                      | Saber Interactive                      |

### Поддержка
| Год  | Название                                     | Платформы                                                                              | Жанр                   | Издатель           |
| ---- | -------------------------------------------- | -------------------------------------------------------------------------------------- | ---------------------- | ------------------ |
| 2014 | Halo: The Master Chief Collection            | Xbox One                                                                               | Шутер от первого лица  | Microsoft Studios  |
| 2015 | Halo Online                                  | ПК (Windows)                                                                           | Шутер от первого лица  | Innova Systems     |
| 2017 | MX Nitro                                     | ПК (Windows), Xbox One                                                                 | Спортивный симулятор   | Miniclip           |
| 2020 | Crysis Remastered                            | ПК (Windows), PlayStation 4, Xbox One, Nintendo Switch                                 | Шутер от первого лица  | Crytek             |
| 2021 | «Ведьмак 3: Дикая Охота — Полное Издание»    | ПК (Windows), PlayStation 5, Xbox Series X                                             | Action/RPG             | CD Projekt RED     |
| 2021 | Crysis 2 Remastered                          | ПК (Windows), PlayStation 4, Xbox One, Nintendo Switch                                 | Шутер от первого лица  | Crytek             |
| 2021 | Crysis 3 Remastered                          | ПК (Windows), PlayStation 4, Xbox One, Nintendo Switch                                 | Шутер от первого лица  | Crytek             |
| 2022 | Quake Champions                              | ПК (Windows)                                                                           | Шутер от первого лица  | Bethesda Softworks |
| 2024 | Kingdom Come: Deliverance                    | Nintendo Switch                                                                        | Action/RPG             | Deep Silver        |
| 2024 | Tomb Raider I—III Remastered                 | ПК (Windows), PlayStation 4, PlayStation 5, Xbox One, Xbox Series X/S, Nintendo Switch | Приключенческий боевик | Aspyr Media        |
| 2024 | Legacy of Kain: Soul Reaver 1 & 2 Remastered | ПК (Windows), PlayStation 4, PlayStation 5, Xbox One, Xbox Series X/S, Nintendo Switch | Приключенческий боевик | Aspyr Media        |
| 2025 | Tomb Raider IV—VI Remastered                 | ПК (Windows), PlayStation 4, PlayStation 5, Xbox One, Xbox Series X/S, Nintendo Switch | Приключенческий боевик | Aspyr Media        |

### Издательство
| Год  | Название                      | Платформы                                                                              | Разработчик    | Жанр                  |
| ---- | ----------------------------- | -------------------------------------------------------------------------------------- | -------------- | --------------------- |
| 2022 | Redout 2                      | ПК (Windows), Nintendo Switch, PlayStation 4, PlayStation 5, Xbox One, Xbox Series X/S | 34BigThings    | Аркадные гонки        |
| 2022 | Circus Electrique             | ПК (Windows), Nintendo Switch, PlayStation 4, PlayStation 5, Xbox One, Xbox Series X/S | Zen Studios    | Ролевая игра          |
| 2022 | Dakar: Desert Rally           | ПК (Windows), PlayStation 4, PlayStation 5, Xbox One, Xbox Series X/S                  | Saber Porto    | Гоночный симулятор    |
| 2022 | Teardown                      | ПК (Windows), PlayStation 5, Xbox Series X/S                                           | Tuxedo Labs    | Песочница             |
| 2024 | Heading Out                   | ПК (Windows), Nintendo Switch, PlayStation 4, PlayStation 5, Xbox One, Xbox Series X/S | Serious Sim    | Аркадные гонки        |
| 2024 | A Quiet Place: The Road Ahead | ПК (Windows), PlayStation 5, Xbox Series X/S                                           | Stormind Games | Хоррор                |
| TBA  | The Knightling                | ПК (Windows), PlayStation 5, Xbox Series X/S, Nintendo Switch                          | Twirlbound     | Приключенческий экшен |

## Игровой движок
- Saber3D — игровой движок, разработанный Санкт-Петербургской студией компании Saber Interactive.